# Andrea Jung

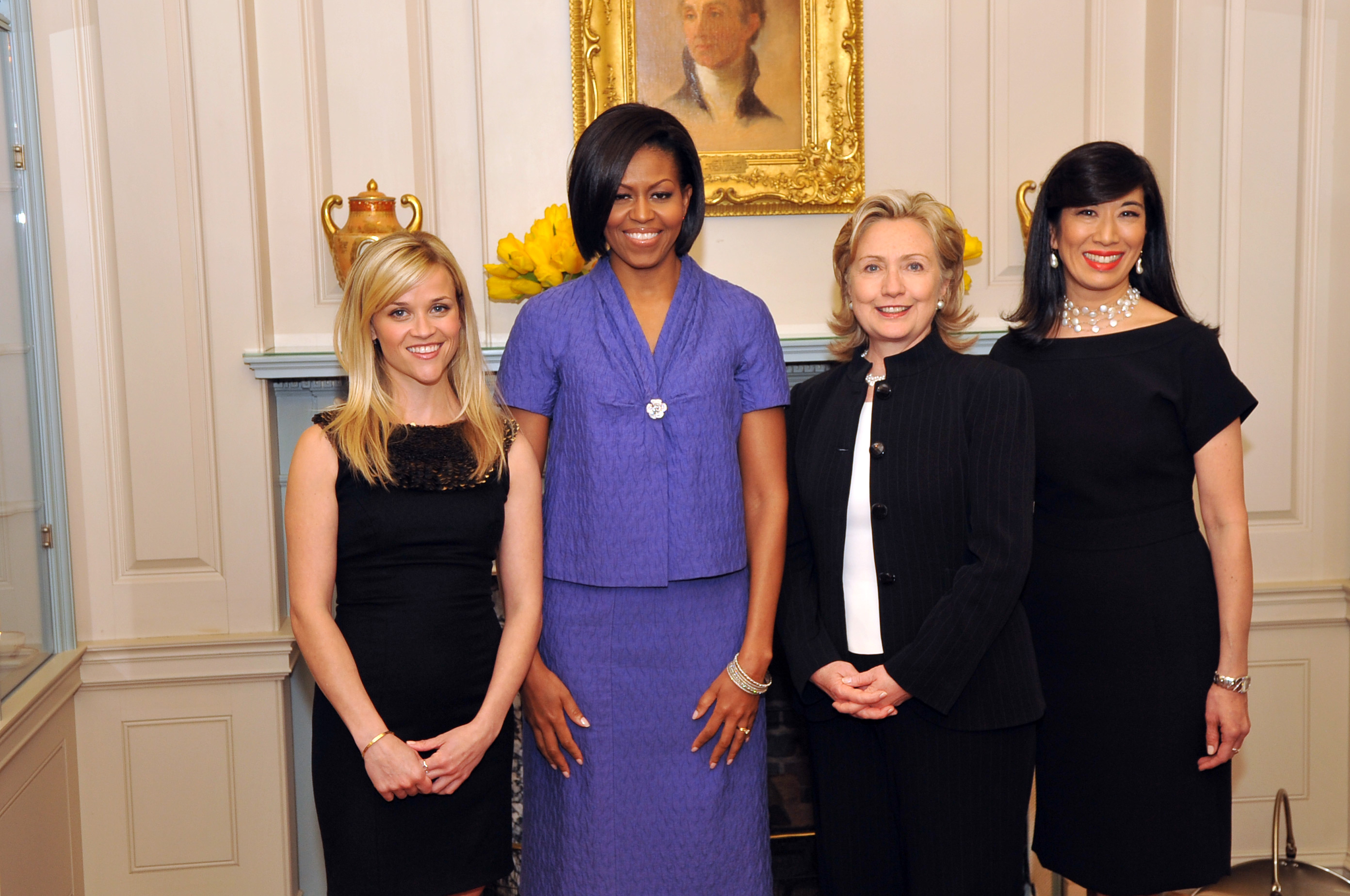
Andrea Jung (rechts) während der Verleihung des „International Women of Courage Award“ im Jahr 2010, mit Reese Witherspoon, Michelle Obama und Hillary Clinton

Andrea Jung (chinesisch 鍾彬嫻, Pinyin Zhōng Bīnxián, Jyutping zung1 ban1 haa4; * 1959 in Toronto, Ontario) ist eine US-amerikanische Managerin. Sie ist die ehemalige Aufsichtsrätin und CEO des US-amerikanischen Unternehmens Avon Products. Jung wurde von internationalen Zeitschriften in die Liste der mächtigsten Managerinnen aufgenommen (u. a. 2004, 2009 und 2011 Forbes Magazine).

## Leben
Die Tochter einer chinesischen Klavierspielerin und eines Architekten aus Hongkong studierte Literaturwissenschaft an der Princeton University und schloss 1979 mit Auszeichnung ab. Ihre erste Anstellung war bei Bloomingdale’s, später war Jung in der Geschäftsleitung der Nobelkaufhauskette Neiman Marcus tätig. Sie trat 1994 als Vorstand für den Marketingbereich in das Unternehmen Avon Products ein. Nach weiteren Zwischenstationen im Unternehmen, u. a. als Chief Operating Officer, wurde sie im November 1999 schließlich zur Vorstandsvorsitzenden berufen. Während ihrer Amtszeit brachte Andrea Jung das Unternehmen zunächst zurück in die Erfolgsspur. Durch gezielte Marketingaktionen und eine neue Firmenphilosophie (The Company for Women, deutsch: die Firma für Frauen) führte sie das Unternehmen auf Expansionskurs. Ihr Einkommen bei Avon Products belief sich im Jahr 2009 auf knapp 7 Mio. USD. Im April 2012 trat sie als CEO zurück; seit ihrem Amtsantritt war AVPs Marktwert von 21 auf 6 Mrd. US$ gestürzt.
Jung sitzt in den Aufsichtsräten verschiedener Unternehmen, u. a. beim US-amerikanischen Mischkonzern General Electric, Apple Inc. wie auch von April 2013 bis April 2018 bei der Daimler AG (heute Mercedes-Benz Group).